# Сеймур, Роберт
Роберт Сеймур (англ. Robert Seymour; 1798, Сомерсет — 20 апреля 1836, Лондон) — английский художник-карикатурист, иллюстратор и гравёр.

## Биография
Вскоре после рождения Роберта, семья переехала в Лондон, где умер его отец. Чтобы помочь обедневшей семье, устроился работать на фабрику создателем шаблонов. Под влиянием художника Джозефа Северна Р. Сеймур увлекся живописью, и в возрасте 24 лет начал успешно создавать профессиональные полотна. Уже в 1822 году его картина-иллюстрация к книге Т. Тассо «Освобождённый Иерусалим», в числе других, экспонировалась в Королевской академии художеств.
С 1822 по 1827 год Р. Сеймур плодотворно работал и регулярное выполнение таких заказов позволяло ему жить с комфортом.

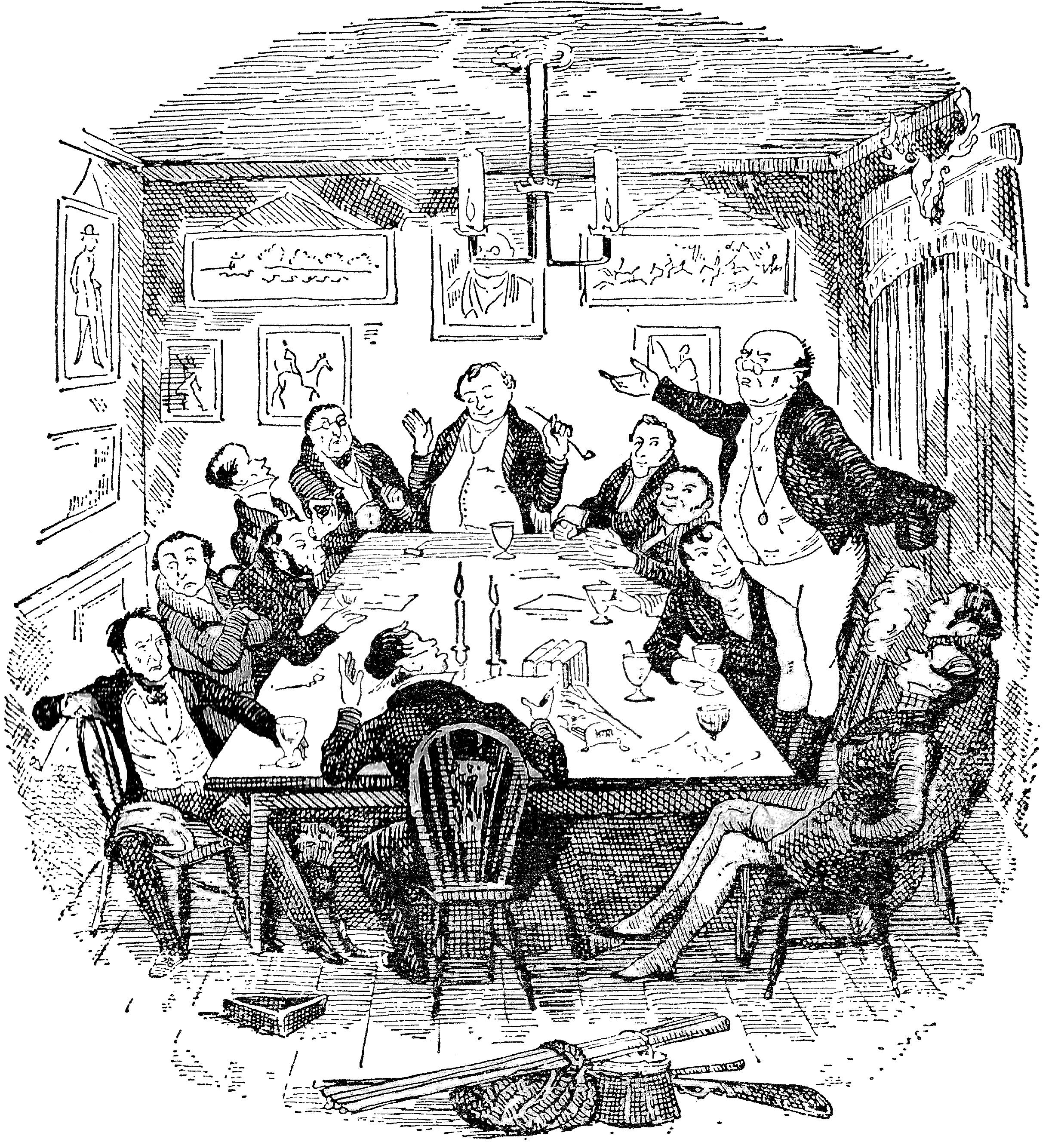
Первая иллюстрация Р. Сеймура 1836 года к роману Диккенса «Посмертные записки Пиквикского клуба»

После 1827 года успехи Сеймура закончились — Королевская академия перестала принимать его графические работы и иллюстрации, и у художника возникли финансовые проблемы. Продолжал писать масляные картины. Изучил технику гравюры и начал зарабатывать себе на жизнь книжными иллюстрациями. Он создает рисунки и иллюстрации для поэтических сборников, мелодрам, детских книг, топографических и научных работ.
Благодаря этому он получил работу в издательстве Лэйси, с которым подружился. В издательстве он втретился с известным мастером сатирико-политической карикатуры Джорджем Крукшанком, под влиянием которого начал рисовать карикатуры и юмористические рисунки.
В 1830 году художнику было предложено создать еженедельную литографическую и юмористическую серию Look Glass, которая пользовалась большой популярностью, и Сеймур занимался этой работой до своей смерти.
Р. Сеймур — автор многих иллюстраций к произведениям Шекспира, Мильтона, Сервантеса и Вордсворта, а также портретов, пейзажей и миниатюр, которые можно увидеть ныне в музее Виктории и Альберта.
Наиболее известны его иллюстрации к роману «Посмертные записки Пиквикского клуба» Чарльза Диккенса (1836). Книга должна была выходить частями, помесячно, причем тексту отводилась второстепенная роль, главную роль должны были играть иллюстрации Р. Сеймура. Диккенс остался недоволен совместной работой. Гравюры ко второму выпуску «Записок» Диккенсу не понравились, и он попросил Сеймура о встрече, сделав это в максимально вежливой форме: 

«Я давно собирался написать Вам, какая это для меня огромная радость, что Вы отдаёте столько сил нашему общему другу, мистеру Пиквику, и насколько результаты Вашего труда превзошли мои ожидания»
 и т. п. Сеймур был человеком вспыльчивым, резким, нервным, успевшим повздорить со многими партнерами. Встреча состоялась. Как она проходила, неизвестно, но в конце Сеймур её оборвал и ушёл. На другой день он приступил к новому эскизу, но вдруг бросил работу, вышел в сад и застрелился. Работу над «Записками» продолжил Хэблот Найт Браун.

## Галерея

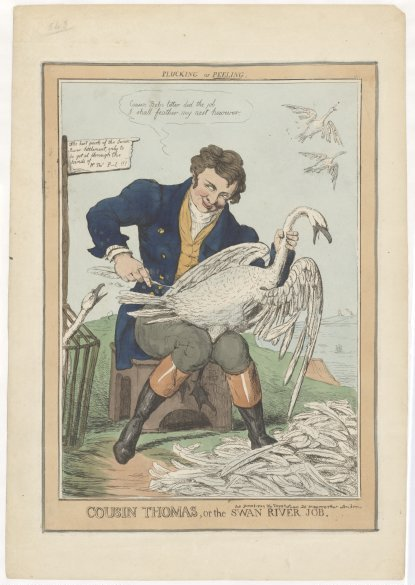
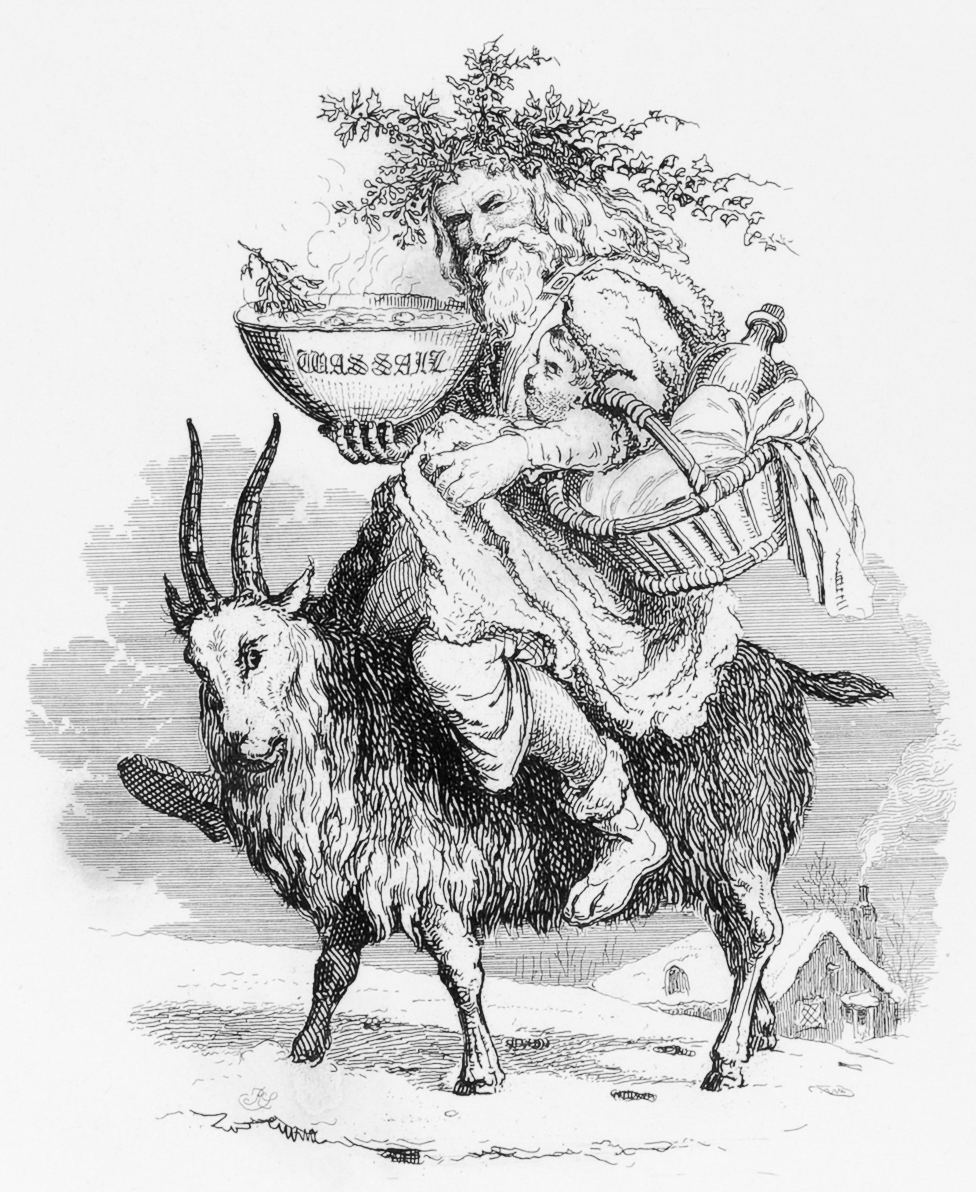
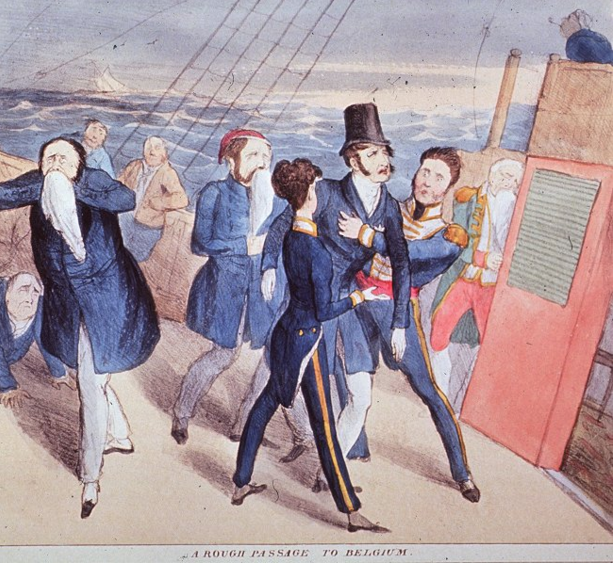
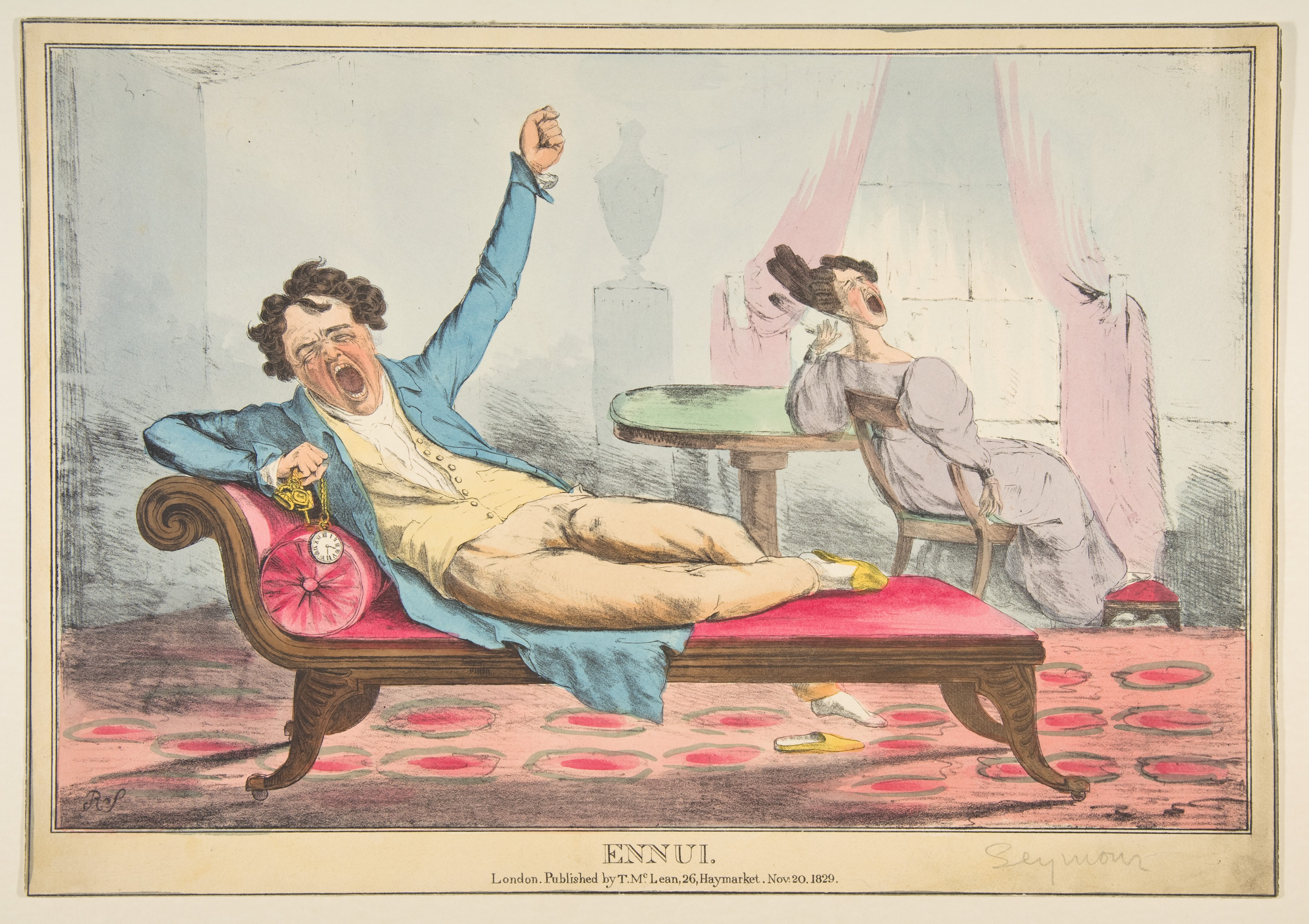